# Habenaria rechingeri
Habenaria rechingeri là một loài thực vật có hoa trong họ Lan. Loài này được Renz mô tả khoa học đầu tiên năm 1987.